# Source mobile

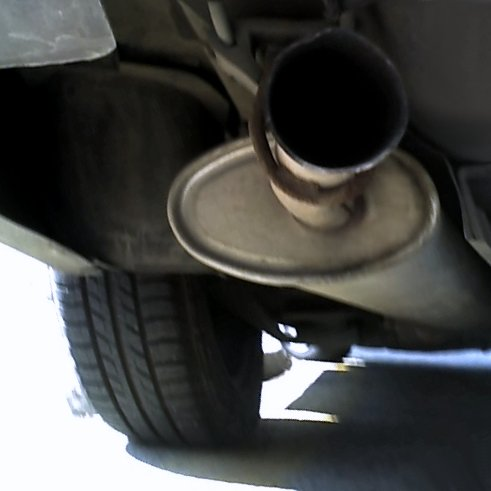
Les véhicules à moteur sont des sources mobiles dont les émissions varient dans l'espace et dans le temps, avec des impacts variant selon la météo. Elles sont plus difficiles à suivre que les sources fixes, et font donc l'objet de modélisations complexes

Dans le domaine de la surveillance de la qualité de l'air, les sources mobiles sont distinguées des sources fixes précisément par leur mobilité et le fait qu'il est donc nécessaire en cas d'étude, de modélisation, d'élaboration d'un inventaire des émissions, d'intégrer leurs émissions dans l'espace.

## Principales sources mobiles
Elles sont liées aux transports :
Trafic automobilevéhicules particuliers(essence, diesel), poids lourds ...
Dans le domaine automobile, les règlements relatifs aux émissions rendent obligatoire les systèmes de diagnostic embarqués dits auto-diagnostics.
Trafic aérien(hormis les aéroports qui seront assimilés à des sources fixes), et dans une moindre mesure le trafic de péniches sur les canaux et le trafic maritime.
À noter qu'on peut aussi parler de sources mobiles concernant le phénomène dit de « pollution lumineuse ». Il s'agit alors de tous les véhicules équipés de phares ou sources d'éclairage susceptibles d'avoir des impacts négatifs sur la faune et/ou l'environnement nocturne.